# Pupilles de Neptune de Lille
La Pupilles de Neptune de Lille era una squadra di nuoto francese, proveniente da Lilla.
Attiva dalla fine del XIX secolo agli inizi del XX, è nota per aver partecipato alle gare di nuoto e di pallanuoto della II Olimpiade estiva di Parigi del 1900, vincendo la medaglia di bronzo nei 200m per squadre  (con un punteggio totale di 62), dietro solo ai tedeschi della Deutscher Schwimm Verband Berlin e ai francesi Tritons Lillois.
Prese parte al torneo di pallanuoto con ben due squadre; una uscì ai quarti di finale, dopo essere stata battuta 2-0 dai belgi del Brussels Swimming and Water Polo Club. L'altra uscì in semi-finale, battuta 10-1 dagli inglesi dell'Osborne Swimming Club.

## I componenti

### Squadra di nuoto
- René Tartara (8 punti)
- Désiré Mérchez (9 punti)
- Louis Martin (11 punti)
- Georges Leuillieux (14 punti)
- Philippe Houben (20 punti)

### I squadra di pallanuoto
- Eugène Coulon
- Fardelle
- Favier
- Leriche
- Louis Martin
- Désiré Mérchez
- Charles Treffel

### II squadra di pallanuoto
- Favier
- Philippe Houben
- Leriche
- Georges Leuillieux
- Ernest Martin
- René Tartara
- Charles Treffel

Favier, Leriche e Charles Treffel presero parte ad entrambe le squadre